# Панютино (Тверская область)
Паню́тино — деревня в Калязинском районе Тверской области. Входит в состав Нерльского сельского поселения.
Население по переписи 2002 года — 11 человек, 5 мужчин, 6 женщин.
Находится в 14 километрах к югу от города Калязин на левом берегу реки Нерль.
Если переплыть реку на лодке можно оказаться в селе Спасское, в 4 км ниже по реке — село Капшино. Другие ближайшие населённые пункты — деревни Ворошилово и Таганово.
Панютино окружает лес, так же в Панютино есть козы которые дают местным жителям вкусное и полезное молоко. Имеется конюшня.